# Alange
Alange (asztur-leóni és extremadurai nyelven Alanhi) település Spanyolországban, Badajoz tartományban. Alange Almendralejo, Mérida, Oliva de Mérida, Palomas, Ribera del Fresno, Villafranca de los Barros, Villagonzalo, La Zarza és Torremejía községekkel határos. Lakosainak száma 1808 fő (2024).

## Népesség
A település lakosságának változását az alábbi diagram mutatja:
| Lakosok száma | 2063 | 2020 | 2035 | 2005 | 1994 | 1946 | 1915 | 1848 | 1850 | 1808 |
|               | 2001 | 2004 | 2006 | 2009 | 2011 | 2014 | 2016 | 2019 | 2021 | 2024 |